# Білігту-хан
Білігту-хан (元昭宗, нар.23 січня 1339 — пом.10 травня 1378) — 2-й імператор династії Північна Юань у 1370–1378 роках, намагався відновити владу монголів на території Китаю.

## Життєпис

### Молоді роки
Походив з роду Хубілая. Син Тоґон-Темур, імператора Юань, та кореянської аристократки Ці (монгольською Олджей Хутугху-хатун). Народився у 1339 році. Отримав ім'я Аюшірідар. В 1349 році в Ханбалику (Даду) при імператорському палаці було відкрито навчальний заклад спеціально для нього, щоб долучався до китайської вченості і осягав вчення Конфуція. В цей час Аюшірідара оголошують спадкоємцем трону.
Становище Аюшірідара як спадкоємця трону похитнулася, коли у 1353 році імператриця Баянхуду, старша дружини імператора Тоґон-Темура, народила сина. Баянхуду походила зі знатного монгольського роду з племені конграт, звідки Чингізиди поколіннями брали дружин, яким Аюшірідар не був. Розпочалася боротьба за підтвердження статусу Аюшірідара. останній вже володів тоді чималим впливом при юаньському дворі, поганою вдачею і жагою влади. Проти його кандидатуру виступив Тогто, фактичний правитель імперії. На підтримку Аюшірідарі діяли його мати імператриця Ці та Кама, впливовий сановник з тюркського племені кангли. Зрештою після боротьби у 1354–1355 роках супротивники Аюшірідарі зазнали поразки.
20 квітня 1355 року Аюшірідарі був офіційно наділений повноваженнями спадкоємця юаньського трону, але його завзяття викликало занепокоєння його батька Тоґон-Темура, який запідозрив Кама в намірі позбавити його влади, і звести на престол більш енергійного Аюшірідарі. Зрештою прихильника останнього Кама було страчено. Натхненником наступного змови з метою зведення Аюшірідара на трон стала його мати, імператриця Ці. Змова була знову відвернена головним міністром Тінчі, що коштувало йому життя — в 1357 році його було отруєно.
У 1362 році Аюшірідар разом з головним міністром Чосґемом влаштував нову змову, але зазнав невдачі й вимушений був зі столиці. Чосґема було страчено, а Аюшірідарі почав збирати війська, намагаючись залучити на свій бік військовиків юаньських військ в провінціях, які вели бойові дії проти китайців на охоплених повстаннями півночі і півдні країни. Аюшірідарі вдалося привернути на свій бік Коке-Темура, одного з впливових провінційних юаньських воєначальників. У 1363 році Аюшірідару вдалося зайняти Даду (Ханбалик). У свою чергу, Тоґон-Темур звернувся за підтримкою в провінцію, де на його бік став юаньський воєначальник Болод-Темур з підлеглими йому військами. Фактично в імперії склалося двовладдя. У 1364 році Аюшірідар вимушений був відступити зі столиці. У 1365 році в результаті змови Болод-Темура було вбито. Внаслідок цього усі військові сили перейшли на бік Аюшірідара, але останній не домігся від свого батька зречення. В результаті погодився на отримання фактичної влади при номінальному пануванні Тоґон-Темура.
У 1368 році разом з батьком відступив з Даду до літньої резиденції Шаньду. Але вже у 1369 році разом з юаньськими військами вимушений був перебратися до Інчана. У 1370 році після смерті батька перебрав владу.

### Володарювання
Аюшірідар прийняв ім'я Білігту-хан. Він сподівався на реванш і відновлення влади Юань над Китаєм. Білігту-хан сподівався на підтримку монголів, сотні тисяч яких залишалися в Китаї після падіння династії, так як більшість їх не змогло залишити цю країну і піти в Монголію через перепони, які їм ставила нова китайська влада, що заборонила їх еміграцію. Живило його надії обставина, що влада Юань зберігалася в Китаї на Ляодунський півострові, в Юньнані, Сичуані, Шеньсі і Ганьсу. Деякий час серйозний опір китайським військам надавав монгол Нахачу — останній юаньський даругачі-намісник Ляодуна, нащадок Мухулі, відомого полководця Чингіз-хана.
Під час жалоби за Тоґон-Темуром китайські війська атакували Інчан і зруйнували його. Білігту-хан відступив у Монголію, в Каракорум, яку зробив його столицею держави Північна Юань. Володар Північної Юань зібрав значні сили, спрямувавши у 1372 році війська на чолі із Коке-Темуром, який завдав низку поразок 150-тисячній китайській армії під орудою Суй Дая в боях біля річок Туул, Керулен, Орхон та столиці Каракорум.
у 1373 році Білігту-хан звернувся до Конміня з династії Корьо, правителя Кореї, стосовно спільного виступу проти династії Мін. Але не домігся успіху. Втім того ж року було захоплено значні території провінцій Сінхе, Ляонін, Хебей. У 1374 році після повалення Конміня та сходження на корейський трон короля У Білігту-хан намагався ще раз встановити військовий союз. Втім король У не вступаючи в суперечну з Північною Юань, не бажав на той час конфліктувати з Мін. У 1375 році війська Північної Юань намагалися захопити Ляодунський півострів, але марно. після смерті Коке-Темура наприкінці того ж року напади монголів на територію Мін припинилися. У 1378 році помер сам Білігту-хан, заповівши владу зведеному братові Тоґус-Темуру.